# 群馬県第5区
群馬県第5区（ぐんまけんだい5く）は、日本の衆議院議員総選挙における選挙区。1994年（平成6年）の公職選挙法改正で設置。

## 区域

### 現在の区域
2022年（令和4年）公職選挙法改正以降の区域は以下のとおりである。高崎市以外の市域の分割が解消された。
- 高崎市（旧群馬町・箕郷町・榛名町・倉渕村域）
- 渋川市
- 富岡市
- 安中市
- 北群馬郡
- 甘楽郡
- 吾妻郡

### 2022年以前の区域
2013年（平成25年）公職選挙法改正から2022年の小選挙区改定までの区域は以下のとおりである。
- 高崎市（旧群馬町・箕郷町・榛名町・倉渕村域）
- 渋川市（旧渋川市・子持村・小野上村・伊香保町域）
- 富岡市
- 安中市
- 北群馬郡
- 甘楽郡
- 吾妻郡

1994年（平成6年）公職選挙法改正から2013年の小選挙区改定までの区域は以下のとおりである。
- 渋川市
- 富岡市
- 安中市
- 群馬郡
- 北群馬郡
- 甘楽郡
- 碓氷郡
- 吾妻郡

## 歴史
小渕優子が父・小渕恵三の死後も強力な地盤を守り続け、誰一人として比例復活を許していない選挙区（いわゆる保守王国）である。次点候補に10万票前後の圧倒的な差をつけることが多い。2009年の選挙では逆風下にもかかわらず自民党大勝の2005年の選挙よりも次点との差を広げ、典型的な無風区となっている。
2014年には小渕の政治資金規正法違反事件による不祥事が報じられた約2ヶ月後の衆議院選挙においても逆境の中で得票の7割維持（次点との差は9万票以上）という圧倒的な地元の支持で6度目の当選を果たした。和牛商法の問題が落選の遠因になった民主党代表の海江田万里とは対照的な結果となった。
2017年の衆議院選挙では希望の党が候補を擁立したことが影響してか小渕は過去最低の得票数・得票率を記録したが、それでも得票率は64.9%で次点との差は8万票近くあり、他の候補に追随を許さなかった。
2022年12月28日、改正公職選挙法が施行され、衆議院小選挙区の新たな区割りが適用された。渋川市の群馬1区に含まれる地域（旧勢多郡の北橘村域・赤城村域）が1区から群馬5区に編入されたため、渋川市全域が5区の区域内となった。5区から他区に編入された地域はないため、5区の区域は拡大することとなった。

## 小選挙区選出議員
| 選挙名                 | 年     | 当選者   | 党派       |
| ---------------------- | ------ | -------- | ---------- |
| 第41回衆議院議員総選挙 | 1996年 | 小渕恵三 | 自由民主党 |
| 第42回衆議院議員総選挙 | 2000年 | 小渕優子 | 自由民主党 |
| 第43回衆議院議員総選挙 | 2003年 | 小渕優子 | 自由民主党 |
| 第44回衆議院議員総選挙 | 2005年 | 小渕優子 | 自由民主党 |
| 第45回衆議院議員総選挙 | 2009年 | 小渕優子 | 自由民主党 |
| 第46回衆議院議員総選挙 | 2012年 | 小渕優子 | 自由民主党 |
| 第47回衆議院議員総選挙 | 2014年 | 小渕優子 | 自由民主党 |
| 第48回衆議院議員総選挙 | 2017年 | 小渕優子 | 自由民主党 |
| 第49回衆議院議員総選挙 | 2021年 | 小渕優子 | 自由民主党 |
| 第50回衆議院議員総選挙 | 2024年 | 小渕優子 | 自由民主党 |

## 選挙結果
時の内閣：第1次石破内閣 解散日：2024年10月9日 公示日：2024年10月15日
当日有権者数：31万143人 最終投票率：52.82%（前回比：3.60%） （全国投票率：53.85%（2.08%））
| 当落 | 候補者名   | 年齢 | 所属党派     | 新旧 | 得票数   | 得票率 | 惜敗率 | 推薦・支持 | 重複 |
| ---- | ---------- | ---- | ------------ | ---- | -------- | ------ | ------ | ---------- | ---- |
| 当   | 小渕優子   | 50   | 自由民主党   | 前   | 96,580票 | 61.85% | ――     | 公明党推薦 | ○    |
|      | 中島由美子 | 65   | 日本維新の会 | 新   | 36,928票 | 23.65% | 38.24% |            | ○    |
|      | 伊藤達也   | 41   | 日本共産党   | 新   | 22,655票 | 14.51% | 23.46% |            |      |

時の内閣：第1次岸田内閣 解散日：2021年10月14日 公示日：2021年10月19日
当日有権者数：30万3298人 最終投票率：56.42%（前回比：0.65%） （全国投票率：55.93%（2.25%））
| 当落 | 候補者名 | 年齢 | 所属党派   | 新旧 | 得票数    | 得票率 | 惜敗率 | 推薦・支持 | 重複 |
| ---- | -------- | ---- | ---------- | ---- | --------- | ------ | ------ | ---------- | ---- |
| 当   | 小渕優子 | 47   | 自由民主党 | 前   | 125,702票 | 76.59% | ――     | 公明党推薦 | ○    |
|      | 伊藤達也 | 38   | 日本共産党 | 新   | 38,428票  | 23.41% | 30.57% |            |      |

時の内閣：第3次安倍第3次改造内閣 解散日：2017年9月28日 公示日：2017年10月10日
当日有権者数：31万2619人 最終投票率：55.77%（前回比：1.02%） （全国投票率：53.68%（1.02%））
| 当落 | 候補者名 | 年齢 | 所属党派   | 新旧 | 得票数    | 得票率 | 惜敗率 | 推薦・支持             | 重複 |
| ---- | -------- | ---- | ---------- | ---- | --------- | ------ | ------ | ---------------------- | ---- |
| 当   | 小渕優子 | 43   | 自由民主党 | 前   | 109,453票 | 64.95% | ――     | 公明党推薦             | ○    |
|      | 猪口幸子 | 61   | 希望の党   | 新   | 30,127票  | 17.88% | 27.53% |                        | ○    |
|      | 伊藤達也 | 34   | 日本共産党 | 新   | 14,935票  | 8.86%  | 13.65% |                        |      |
|      | 高橋宣之 | 63   | 社会民主党 | 新   | 14,008票  | 8.31%  | 12.80% | 民進党群馬県総支部推薦 | ○    |

- 猪口は当初埼玉1区での立候補を予定していたが、選挙直前に群馬5区への国替えが決まった[8]。第49回は東京17区から日本維新の会公認で出馬したが落選[9]。

時の内閣：第2次安倍改造内閣 解散日：2014年11月21日 公示日：2014年12月2日
当日有権者数：31万1416人 最終投票率：54.75%（前回比：4.12%） （全国投票率：52.66%（6.66%））
| 当落 | 候補者名 | 年齢 | 所属党派   | 新旧 | 得票数    | 得票率 | 惜敗率 | 推薦・支持 | 重複 |
| ---- | -------- | ---- | ---------- | ---- | --------- | ------ | ------ | ---------- | ---- |
| 当   | 小渕優子 | 41   | 自由民主党 | 前   | 114,458票 | 71.02% | ――     | 公明党     | ○    |
|      | 小林人志 | 63   | 社会民主党 | 新   | 23,590票  | 14.64% | 20.61% |            | ○    |
|      | 糸井洋   | 46   | 日本共産党 | 新   | 23,121票  | 14.35% | 20.20% |            |      |

時の内閣：野田第3次改造内閣 解散日：2012年11月16日 公示日：2012年12月4日
当日有権者数：31万4402人 最終投票率：58.87%（前回比：11.59%） （全国投票率：59.32%（9.96%））
| 当落 | 候補者名 | 年齢 | 所属党派   | 新旧 | 得票数    | 得票率 | 惜敗率 | 推薦・支持       | 重複 |
| ---- | -------- | ---- | ---------- | ---- | --------- | ------ | ------ | ---------------- | ---- |
| 当   | 小渕優子 | 39   | 自由民主党 | 前   | 134,685票 | 77.26% | ――     | 公明党・新党改革 | ○    |
|      | 小林人志 | 61   | 社会民主党 | 新   | 22,603票  | 12.97% | 16.78% |                  | ○    |
|      | 糸井洋   | 44   | 日本共産党 | 新   | 17,036票  | 9.77%  | 12.65% |                  |      |

時の内閣：麻生内閣 解散日：2009年7月21日 公示日：2009年8月18日
当日有権者数：31万7838人 最終投票率：70.46% （全国投票率：69.28%（1.77%））
| 当落 | 候補者名 | 年齢 | 所属党派   | 新旧 | 得票数    | 得票率 | 惜敗率 | 推薦・支持 | 重複 |
| ---- | -------- | ---- | ---------- | ---- | --------- | ------ | ------ | ---------- | ---- |
| 当   | 小渕優子 | 35   | 自由民主党 | 前   | 152,708票 | 70.97% | ――     |            | ○    |
|      | 土屋富久 | 72   | 社会民主党 | 新   | 53,048票  | 24.65% | 34.74% |            | ○    |
|      | 生方秀幸 | 37   | 幸福実現党 | 新   | 9,406票   | 4.37%  | 6.16%  |            |      |

- 土屋は前回は群馬1区から出馬。

時の内閣：第2次小泉改造内閣 解散日：2005年8月8日 公示日：2005年8月30日 （全国投票率：67.51%（7.65%））
| 当落 | 候補者名   | 年齢 | 所属党派   | 新旧 | 得票数    | 得票率 | 惜敗率 | 推薦・支持 | 重複 |
| ---- | ---------- | ---- | ---------- | ---- | --------- | ------ | ------ | ---------- | ---- |
| 当   | 小渕優子   | 31   | 自由民主党 | 前   | 144,782票 | 67.84% | ――     |            | ○    |
|      | 田島国彦   | 36   | 民主党     | 新   | 52,394票  | 24.55% | 36.19% |            | ○    |
|      | 福田あい子 | 52   | 日本共産党 | 新   | 16,234票  | 7.61%  | 11.21% |            |      |

時の内閣：第1次小泉第2次改造内閣 解散日：2003年10月10日 公示日：2003年10月28日 （全国投票率：59.86%（2.63%））
| 当落 | 候補者名   | 年齢 | 所属党派   | 新旧 | 得票数    | 得票率 | 惜敗率 | 推薦・支持 | 重複 |
| ---- | ---------- | ---- | ---------- | ---- | --------- | ------ | ------ | ---------- | ---- |
| 当   | 小渕優子   | 29   | 自由民主党 | 前   | 144,848票 | 76.96% | ――     |            | ○    |
|      | 浅貝正雄   | 61   | 社会民主党 | 新   | 27,693票  | 14.71% | 19.12% |            | ○    |
|      | 柳田キミ子 | 58   | 日本共産党 | 新   | 15,674票  | 8.33%  | 10.82% |            |      |

時の内閣：第1次森内閣 解散日：2000年6月2日 公示日：2000年6月13日 （全国投票率：62.49%（2.84%））
| 当落 | 候補者名 | 年齢 | 所属党派   | 新旧 | 得票数    | 得票率 | 惜敗率 | 推薦・支持 | 重複 |
| ---- | -------- | ---- | ---------- | ---- | --------- | ------ | ------ | ---------- | ---- |
| 当   | 小渕優子 | 26   | 自由民主党 | 新   | 163,991票 | 76.38% | ――     |            | ○    |
|      | 山口鶴男 | 74   | 社会民主党 | 元   | 35,769票  | 16.66% | 21.81% |            | ○    |
|      | 半田正   | 58   | 日本共産党 | 新   | 11,674票  | 5.44%  | 7.12%  |            |      |
|      | 安藤広幸 | 50   | 自由連合   | 新   | 3,259票   | 1.52%  | 1.99%  |            |      |

時の内閣：第1次橋本内閣 解散日：1996年9月27日 公示日：1996年10月8日 （全国投票率：59.65%（8.11%））
| 当落 | 候補者名 | 年齢 | 所属党派   | 新旧 | 得票数    | 得票率 | 惜敗率 | 推薦・支持 | 重複 |
| ---- | -------- | ---- | ---------- | ---- | --------- | ------ | ------ | ---------- | ---- |
| 当   | 小渕恵三 | 59   | 自由民主党 | 前   | 127,052票 | 70.70% | ――     |            | ○    |
|      | 柴山美雪 | 48   | 民主党     | 新   | 33,218票  | 18.48% | 26.15% |            | ○    |
|      | 住谷輝彦 | 68   | 日本共産党 | 新   | 19,438票  | 10.82% | 15.30% |            |      |